# Bernd Hüttemann

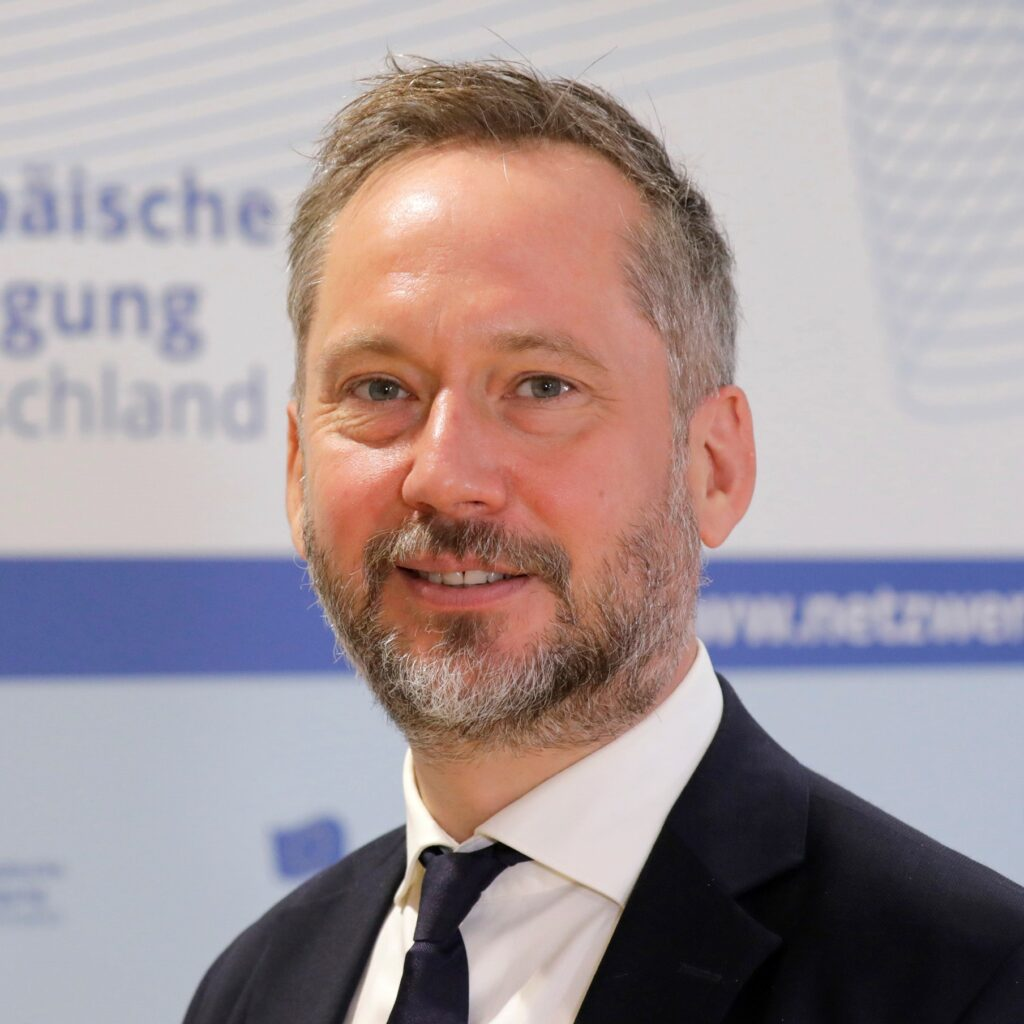
Bernd Hüttemann, 2021

Bernd Hüttemann (né le 8 décembre 1970 à Paderborn) est secrétaire général du Mouvement européen-Allemagne depuis 2003. Hüttemann est également conseiller en politique européenne de la conférence épiscopale catholique allemande et chargé de cours à la chaire Jean-Monnet de politique européenne de l'université de Passau.

## Formation
Bernd Hüttemann a fréquenté le lycée Theodorianum de Paderborn et a étudié les sciences politiques, l'histoire et le droit européen à l'université de Bonn.

## Carrière professionnelle
Depuis 2003, Hüttemann est secrétaire général à plein temps du Mouvement européen Allemagne (EBD), un réseau de la société civile à Berlin soutenu institutionnellement par le ministère allemand des Affaires étrangères. Parallèlement, depuis 2011, il est chargé de cours à l'université de Passau, à la chaire Jean Monnet de politique européenne. De 2015 à 2018, Hüttemann a également enseigné régulièrement à la Hochschule für Wirtschaft und Recht de Berlin.
Au cours de ses précédentes expériences professionnelles, Hüttemann a travaillé comme collaborateur à la Fondation Robert Bosch, comme conseiller en relations publiques et comme assistant scientifique à l'Institut für Europäische Politik. De 2000 à 2003, il a mené des programmes du ministère des Affaires étrangères pour la préadhésion de la Slovaquie et de la Croatie à l'UE, notamment en tant que conseiller du bureau du gouvernement slovaque à Bratislava.

## Politique européenne
Hüttemann a commencé sa carrière en politique européenne au sein des Jeunes Européens Fédéralistes (JEF). Dans ce cadre, il a notamment travaillé comme chef de bureau à Bonn et à Bruxelles. De 2003 à 2013, Hüttemann s'est engagé en tant que secrétaire général bénévole de l'Europa-Union Deutschland sous Peter Altmaier. De 2014 à 2020, il a également été vice-président du Mouvement européen international.
En 2010, Bernd Hüttemann a été désigné par le magazine économique Capital comme l'un des 160 meilleurs jeunes dirigeants allemands de moins de 40 ans. Selon le Tagesspiegel, "son rôle de réseauteur européen dans l'arène gouvernementale ne doit pas être sous-estimé". Le Deutschlandfunk le qualifie de lobbyiste à plein temps pour l'UE. Les domaines de prédilection de Hüttemann sont entre autres la représentation d'intérêts européens, la communication politique et la coordination de la politique européenne en Allemagne. Il défend la thèse selon laquelle les lobbyistes jouissent à tort d'une mauvaise réputation dans le monde politique bruxellois.